# Ексцентриситет орбіти

Еліпс з ексцентриситетом 0,7 (червона крива), парабола (зелена крива) і гіпербола з ексцентриситетом 1,3 (синя крива)

Ексцентриситет — характеристика конічних перетинів, які застосовуються для наближеного опису орбіт небесних тіл. Такі орбіти виникають у класичній задачі двох тіл із потенціалом, обернено пропорційним віддалі між тілами. Реальні орбіти дещо відрізняються від ідеальних конічних перетинів внаслідок збурень, але відхилення невеликі, тож конічні перетини придатні як наближення. Зазвичай орбіти планет Сонячної системи, зокрема Землі, наближено описують еліпсами. Орбіти інших космічних тіл (комет, космічних апаратів) наближено описують еліптичними, параболічними чи гіперболічними кривими. 
Зазвичай позначається грецькою літерою ε (епсилон) або латинською літерою e.
Ексцентриситет може набувати значення:
- Колова орбіта: {\displaystyle e=0,}
- Еліптична орбіта: {\displaystyle 0<e<1,}
- Параболічна орбіта: {\displaystyle e=1,}
- Гіперболічна орбіта: {\displaystyle e>1.}

У задачі двох тіл ексцентриситет дорівнює:
{\displaystyle e={\sqrt {1+{\frac {2l^{2}\mu E}{\alpha ^{2}}}}}},
де {\displaystyle l} — кутовий момент, {\displaystyle E} — енергія, {\displaystyle \mu } — зведена маса, {\displaystyle \alpha } — параметр потенціалу:
{\displaystyle U(r)=-{\frac {\alpha }{r}}}.
Кутовий момент та енергія в задачі двох тіл зберігаються при зміні однієї інерційної системи відліку на іншу, тому зберігається й ексцентриситет.

## Зв'язок з іншими параметрами орбіти
Ексцентриситет можна обчислити, знаючи найближчу й найвіддаленішу від центра точку орбіти:
{\displaystyle e={\frac {r_{p}-r_{a}}{r_{p}+r_{a}}}},
де {\displaystyle r_{p}} та {\displaystyle r_{a}} — перицентр та апоцентр, відповідно.
Для еліптичних орбіт ексцентриситет визначають за формулою:
{\displaystyle e={\sqrt {1-{\frac {b^{2}}{a^{2}}}}}},
де {\displaystyle b} — мала піввісь, {\displaystyle a} — велика піввісь еліпса.

## Збурення
Ексцентриситет визначений для конічних перетинів, які є розв'язками задачі двох тіл. На реальні небесні крім тяжіння Сонця діють сили тяжіння інших планет, через що їх орбіти зазнають збурень — невеликих відхилень від ідеального конічного перетину. Ексцентриситет також може з часом змінюватися. Так, у наш час ексцентриситет орбіти Землі дорівнює 0,0167. Це близьке до нуля значення — Земля рухається по еліптичній орбіті, яка дуже близька до кола. Однак, упродовж тисячоліть ексцентриситет орбіти Землі змінювався від 0,0034 до 0,058.